# Tom Barrett (Politiker, 1953)

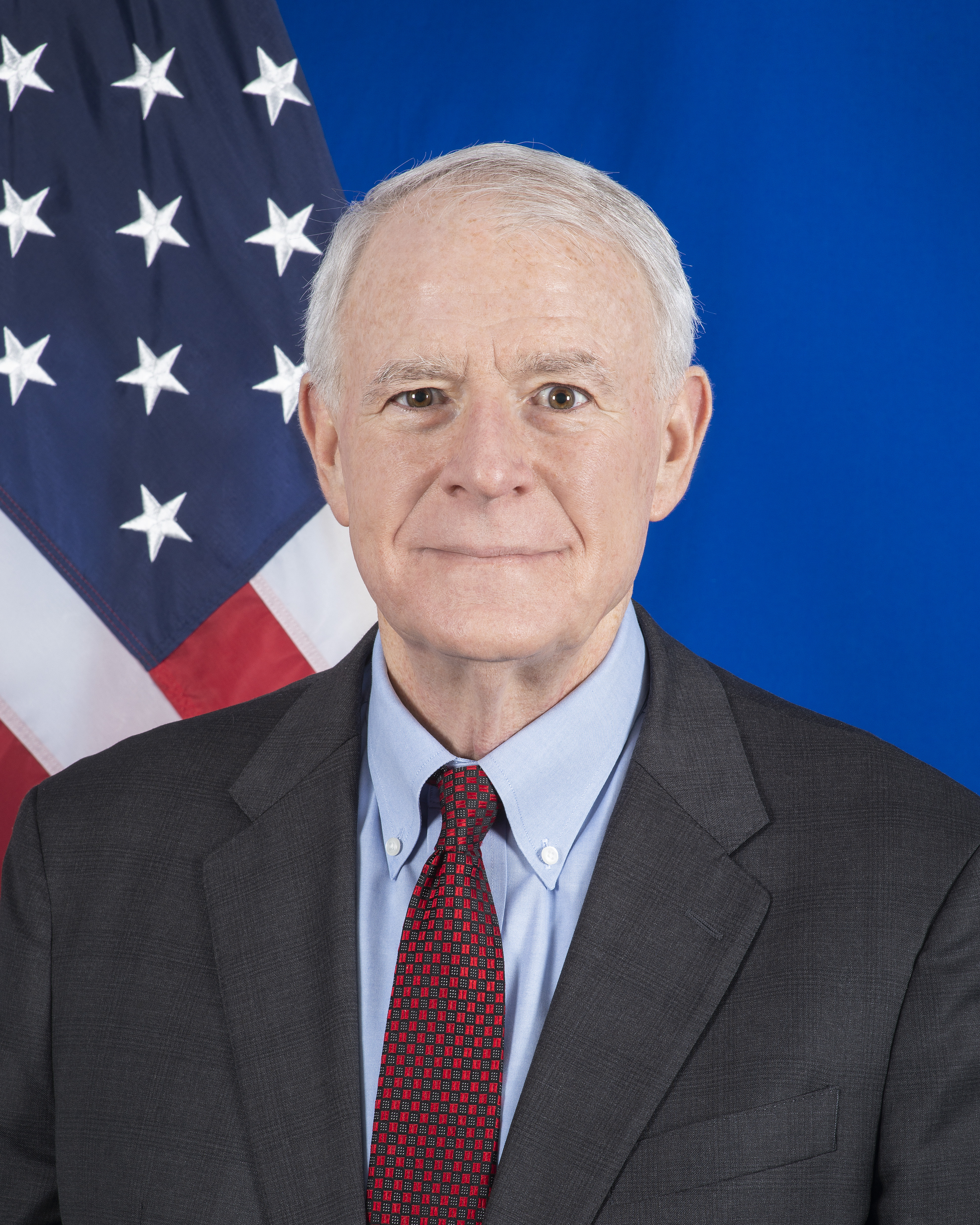
Tom Barrett (2022)

Thomas Mark „Tom“ Barrett (* 8. Dezember 1953 in Milwaukee, Wisconsin) ist ein US-amerikanischer Politiker der Demokratischen Partei. Von 2004 bis 2021 war Barrett Bürgermeister seiner Heimatstadt Milwaukee. Seit 2022 ist er Botschafter der Vereinigten Staaten in Luxemburg
Barrett studierte an der University of Wisconsin in Madison, wo er 1976 seinen Bachelor of Arts erhielt. 1980 erhielt er an der Law School der Universität seinen Juris Doctor. Von 1980 bis 1982 arbeitete Barrett als Assistent (law clerk) für Richter Robert W. Warren, der am United States District Court for the Eastern District of Wisconsin tätig war. Danach machte sich Barrett als Rechtsanwalt selbständig.
Im Jahr 1984 wurde er in die Wisconsin State Assembly gewählt und gehörte ihr bis 1989 an. Bereits 1982 hatte erfolglos für einen Sitz in der Assembly kandidiert. Im Anschluss saß Barrett von 1989 bis 1993 als Senator im Senat von Wisconsin.
1992 wurde er als Demokrat in den Kongress gewählt und vertrat dort vom 3. Januar 1993 bis zum 3. Januar 2003 den Bundesstaat Wisconsin im Repräsentantenhaus der Vereinigten Staaten. 2002 trat er nicht mehr zur Wiederwahl an, sondern versuchte als demokratischer Kandidat für die Gouverneurswahlen aufgestellt zu werden. Hierbei unterlag er jedoch Jim Doyle.
Ab 2004 war Barrett Bürgermeister von Milwaukee. 2008 erfolgte seine Wiederwahl. Im November 2009 gab Barrett bekannt, 2010 für das Amt des Gouverneurs von Wisconsin kandidieren zu wollen. Bei dieser Wahl unterlag er jedoch mit einem Stimmenanteil von 46,6 Prozent dem Republikaner Scott Walker. Im Sommer 2012 fand gegen Gouverneur Walker ein Recall statt, wobei die Demokraten erneut Barrett nominierten. Walker überstand diese Wahl jedoch und konnte Barrett erneut schlagen. Bei den Gouverneurswahlen 2014 lehnte Barrett eine neuerliche Kandidatur ab.
Am 25. August 2021 nominierte US-Präsident Joe Biden Barrett für das Amt des amerikanischen Botschafters in Luxemburg. Dieses Amt trat er im Februar 2022 an.